# Myfit Libohova
Myfit Libohova (także: Myfit bej Libohova, ur. 1876, zm. 1927) – polityk albański, minister spraw wewnętrznych Albanii w rządzie Ismaila Qemala, minister spraw zagranicznych.
Myfit bej Libohova wywodził się ze starego rodu arystokratycznego, którego początki sięgały XIII w. i który przez długi okres władał ziemiami wokół miasta Janina. Szkołę średnią ukończył w greckiej Janinie, a następnie studiował w Stambule. Libohova pełnił rozmaite funkcje w administracji Imperium Osmańskiego. Był jednym z aktywnych uczestników walki o niezawisłość Albanii w 1912 r. i jednym z delegatów do Zgromadzenia Narodowego, które uchwaliło deklarację niepodległości.
Po utworzeniu niezależnego państwa albańskiego Libohova został ministrem spraw wewnętrznych, a później także ministrem spraw zagranicznych w pierwszym rządzie albańskim. W późniejszym okresie, aż do śmierci, Libohova sprawował rozmaite funkcje w kolejnych rządach, będąc ministrem spraw zagranicznych, spraw wewnętrznych, finansów i sprawiedliwości. Był także założycielem Albańskiego Banku Narodowego.
Libohova był również pisarzem i historykiem, autorem wielu publikacji poświęconych dziejom Albanii.